# Nesticella taiwan
Nesticella taiwan är en spindelart som beskrevs av I-Min Tso och Yoshida 2000. Nesticella taiwan ingår i släktet Nesticella och familjen grottspindlar.
Artens utbredningsområde är Taiwan. Inga underarter finns listade i Catalogue of Life.